# Monasterio de Beočin
El monasterio de Beočin (en serbio: Манастир Беочин y manastir Beočin) es un monasterio ortodoxo serbio ubicado en Sirmia en la Voivodina. Está situado cerca de la aldea de Beočin en la eparquía de Sirmia. Es uno de los 16 monasterios de Fruška Gora. 

## Historia
El Monasterio Beočin (en serbio cirílico Манастир Беочин serbio latín Manastir Beočin) es un monasterio serbio ortodoxo ubicado en Serbia en la provincia autónoma de Vojvodina, cerca de la ciudad de Beočin. Es uno de los 16 monasterios de Fruška Gora, en la región de Sirmia. Depende de la Eparquía de Srem y está en la lista de monumentos excepcionalmente importantes de la República de Serbia (ID n o  SK 1018).
La iglesia del monasterio está dedicada a la Resurrección. El monasterio de Beocin se encuentra en la ladera norte de Fruška gora , cerca de la carretera a Beočin.
Desconoce la fecha de fundación del monasterio de Beočin. Se menciona por primera vez en Turquía documentos en 1566 - 1567. Durantete las guerras austro-turcas , el monasterio fue destruido y abandonado. Después de la gran migración serbia de 1690 dirigida por Arsenije III Crnojević, el monasterio fue refundado por monjes del Monasterio de Rača, (1697-1699). Allí construyeron una iglesia en 1708.
La iglesia final fue construida entre 1732 y 1740 y decorada con un campanario en 1762  Los edificios de los monjes se construyeron alrededor de la iglesia entre 1728 y 1771. El conjunto monástico fue completamente renovado en 1893 y remodelado en 1921.
El iconostasio de la iglesia fue pintada por Dimitrije Bačević, Janko Halkozović y Teodor Kracun, en los años 1757 - 1768. Una nueva capilla fue erigida en 1905 según los planos del arquitecto Vladimir Nikolić .
Durante la Segunda Guerra Mundial, el monasterio fue dañado y luego restaurado después de la guerra. Monasterio también fue completamente renovado en 1970 durante la época de la abadesa Ekaterina Radosavljević. La abadesa actual es Varvara Radosavljević, con 10 hermanas en el monasterio..